# Springerle

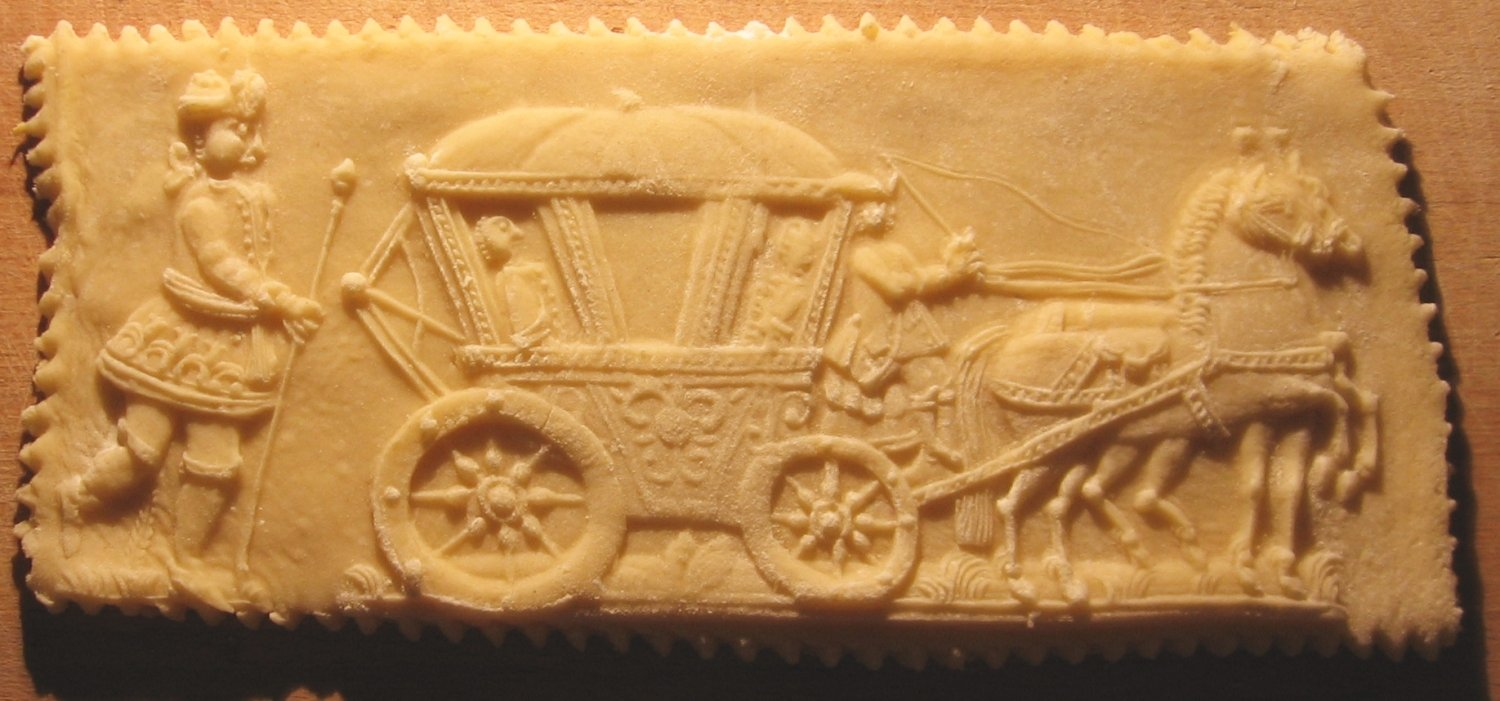
Masa de springerle cruda, recién desmoldada.

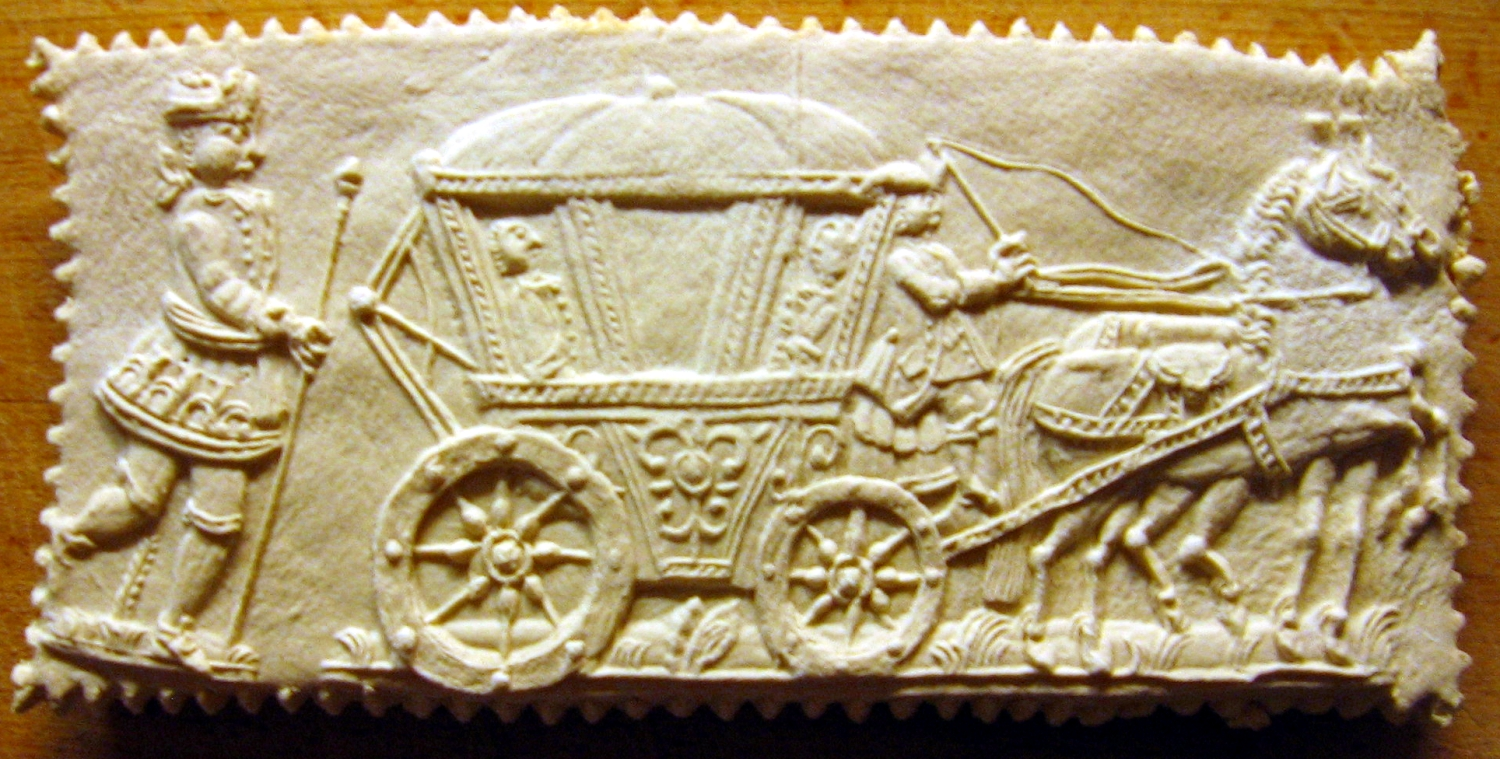
Masa de springerle tras dejarse secar un día.

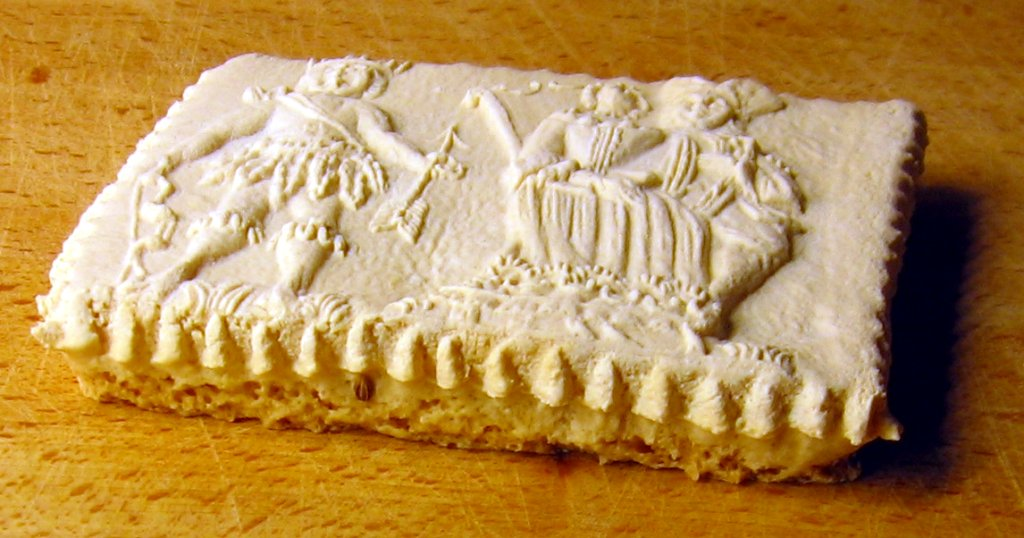
Springerle horneada, mostrando el típico «pie».

La springerle es un tipo de galleta alemana con un relieve obtenido prensando un molde sobre la masa estirada y dejando que la impresión se seque antes de hornear. Esto conserva el detalle del relieve. Es más común en época navideña.

## Elaboración
Los principales ingredientes son el huevo, la harina blanca (de trigo) y la azúcar muy fina o en polvo. Las galletas suelen aromatizarse con anís, aunque este no suele mezclarse en la masa, sino que se espolvorea sobre la bandeja de horno, de forma que las galletas quedan sobre semillas de anís machacadas.
También es inusual que pueda emplearse bicarbonato de amonio como gasificante, aunque hay recetas que lo sustituyen por levaduras químicas modernas. La masa muy fría se estira fina y se prensa en un molde, o se imprime con la ayuda de un rodillo de cocina tallado especial. La masa se desmolda y se deja secar unas 24 horas antes de cocerse a baja temperatura sobre una bandeja engrasada y espolvoreada con anís.
El gasificante hace que la galleta al menos doble su grosor durante el horneado. Este efecto puede ser el origen del nombre alemán, y produce el característico «pie» del borde, bajo la superficie moldeada.
Las galletas terminadas son duras, y se guardan unas dos o tres semanas para que se ablanden.

## Moldes

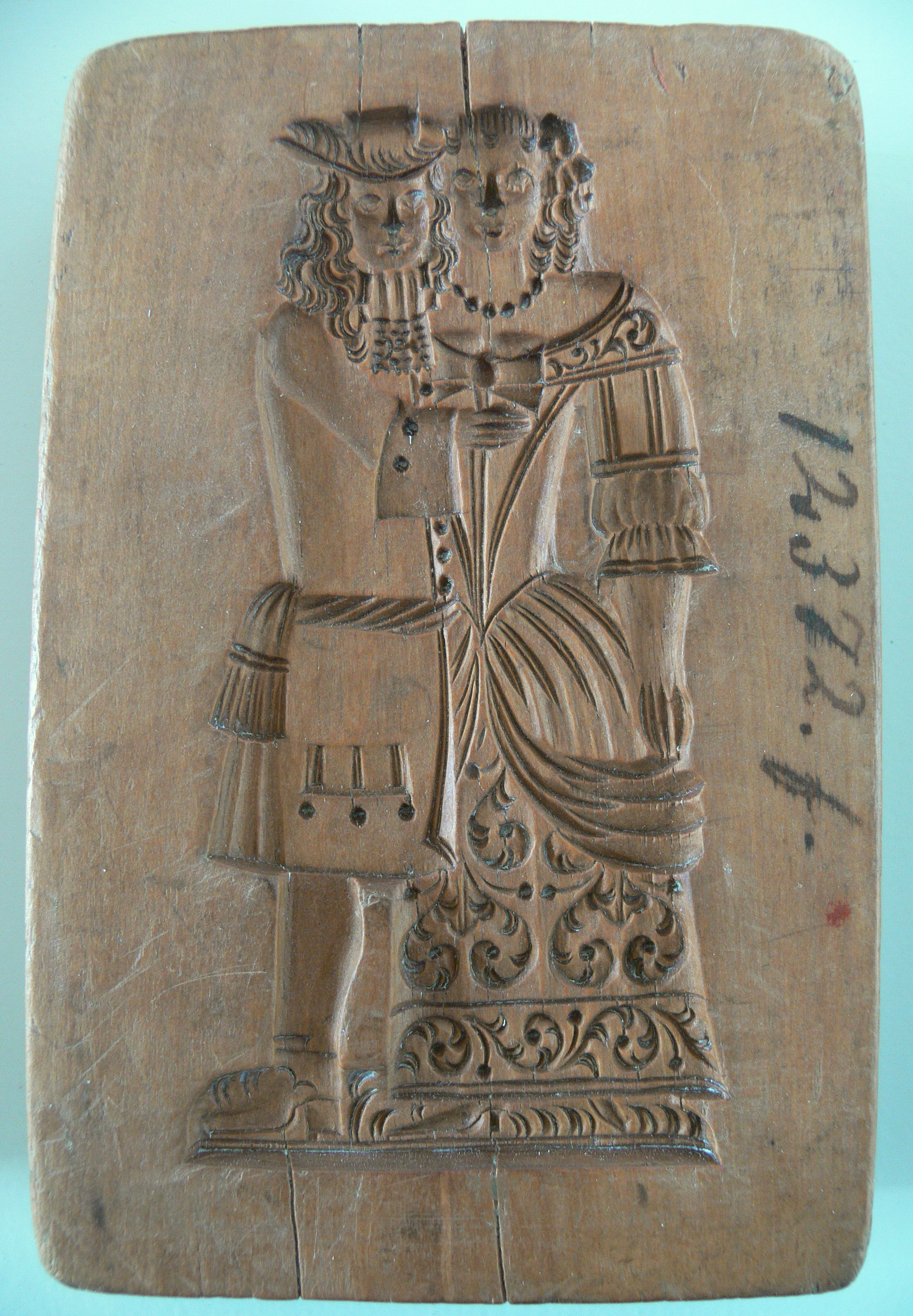
Molde de springerle del Landesmuseum Württemberg.

Los moldes son tradicionalmente de madera tallada, aunque también los hay de plástico y cerámica. La madera de peral es apreciada por su densidad y durabilidad. Los moldes antiguos hechos a mano son arte folclórico, normalmente sin firmar ni fechar.
El nombre springerle significa ‘pequeño saltador’ o ‘pequeño caballero’, y su origen se remonta al menos al siglo XIV en el sureste de Alemania y regiones cercanas.
La técnica de estampado puede proceder de los moldes usados en algunas tradiciones cristianas para marcar el pan sacramental. Los primeros moldes tienen motivos religiosos, incluyendo escenas bíblicas y símbolos cristianos. Más tarde, en los siglos XVII y XVIII, se popularizaron los temas heráldicos de caballería y las señoras vestidas a la moda. Durante el siglo XIX siguieron siendo populares los temas de felicidad, amor, bodas y fertilidad.